# Democracia Nacional
Democràcia Nacional (DN) és un partit polític espanyol creat en 1995, sense representació parlamentària, considerat d'extrema dreta Tanmateix, el partit nega la vinculació amb la ultradreta i s'autodefineix com a "social-patriota". És membre d'Euronat, plataforma impulsada pel líder del Front Nacional francès, Jean-Marie Le Pen. A les eleccions generals espanyoles de 2004 va obtenir 15.180 vots, el 0,06% dels sufragis emesos. A les eleccions generals espanyoles de 2008 va obtenir 12.588 vots, en aquest cas el 0,05%.

## Història
L'origen de Democracia Nacional es remunta a 1994, quan les Juntas Españolas, en aliança amb sectors de l'extingit Frente Nacional Español i alguns ex-membres del Cercle Espanyol d'Amics d'Europa (CEDADE), de les Bases Autónomas (BBAA) i de Vanguardia Nacional Revolucionaria (VNR), entre d'altres, van crear Alternativa Demócrata Nacional (ADN).
Juan Enrique Peligro Robledo fou el seu representant a les eleccions europees del 12 de juny d'aquest mateix any, amb el suport públic de Jean-Marie Le Pen. Obtingué 4.683 vots, el 0,03% dels sufragis. A l'any següent, el partit fou registrat ja sota la denominació Democracia Nacional, amb el mateix Juan Enrique Peligro Robledo com a primer president. Posteriorment Manuel Canduela, cantant i membre fundador del grup musical neonazi División 250 (englobat en l'estil RAC), va accedir a la direcció de Democracia Nacional després de militar a la seva secció juvenil, Democracia Nacional Joven (DNJ), i passar per diverses organitzacions, com el grup valencià Acción Radical, il·legalitzat després de la seva implicació en l'assassinat de Guillem Agulló, perpetrat per un dels seus simpatitzants.

## Ideologia
Els seus ideòlegs el defineixen com un partit "social-patriota" i centren el discurs en la crítica populista d'aspectes de la societat espanyola, particularment aquells que afecten la immigració: 
| « | proposant mesures més dures de fre a la immigració il·legal i el control més exhaustiu de la legal, la defensa de la unitat d'Espanya combatent els independentismes des del respecte a la llengua i cultura de cada Comunitat Autònoma tot pretenent ser un partit transversal, a imatge del Front Nacional francès, i intentant explotar el social-patriotisme i els referents al passat d'altres organitzacions nacionalistes. | » |

Segons aquests mateixos autors, els objectius últims serien la creació d'una identitat per a Espanya i Europa, a través de:
| « | la lluita contra el capitalisme, contra el terrorisme, contra l'independentisme i contra la immigració. | » |

## Antagonismes
Aquest discurs, juntament amb les seves manifestacions públiques i exhibicions han dut a la consideració com a partit ultradretà i ha estat objecte de denúncies per xenofòbia i racisme. El 2007, els mitjans de comunicació es van fer ressò d'un polèmic cartell d'aquest partit, en què hi apareixien unes ovelles blanques en actitud agressiva cap a una ovella negra, imatge propagandística ja utilitzada pel SVP suís i la DVU alemanya.
Al novembre de 2007 la revista Interviú va publicar un reportatge en què s'incloïa un enregistrament ocult d'un concert organitzat per la secció juvenil del partit en el qual es podia sentir tant el públic com els membres d'alguns grups convidats pel partit proferir crits com "Heil Hitler", "Sieg Heil" o "Duce".
Així mateix també en l'any 2007 el nom de Democracia Nacional es va veure esquitxat per l'assassinat l'11 de novembre de Carlos Palomino a Madrid, a la rodalia d'una manifestació contra la immigració organitzada pel partit. Carlos era un jove vinculat al moviment antifeixista, assassinat a mans de Josué Estébanez, militar que segons l'acusació en el judici "es va definir com "patriota"" i "va reconèixer que anava a una marxa de Democracia Nacional". Aquest militar, que no era militant de cap partit, ja que els militars no poden tenir afiliacions polítiques ni sindicals, va resultar igualment ferit en la contesa.

## Resultats electorals

### Eleccions Generals
| Any  | Vots   | %    | Escons  | Notes                             |
| ---- | ------ | ---- | ------- | --------------------------------- |
| 2000 | 9.562  | 0,04 | 0 / 350 | Dins la coalició Pl. Espanya 2000 |
| 2004 | 15.180 | 0,06 | 0 / 350 |                                   |
| 2008 | 12.836 | 0,05 | 0 / 350 |                                   |
| 2011 | 1.867  | 0,01 | 0 / 350 |                                   |
| 2015 | 1.704  | 0,01 | 0 / 350 |                                   |

### Parlament Europeu
| Any  | Vots   | %    | Escons | Notes                |
| ---- | ------ | ---- | ------ | -------------------- |
| 1999 | 8,053  | 0,04 | 0 / 64 |                      |
| 2004 | 6,314  | 0,04 | 0 / 54 |                      |
| 2009 | 9,950  | 0,06 | 0 / 54 |                      |
| 2014 | 13,079 | 0,08 | 0 / 54 |                      |
| 2019 | 11,798 | 0,05 | 0 / 54 | Dins la coalició ADÑ |